# BAIC Group
Il gruppo BAIC (ufficialmente Beijing Automotive Industry Holding Co., Ltd.) è una azienda statale cinese produttrice di autoveicoli, motoveicoli e mezzi commerciali e militari con sede a Pechino, in Cina.
Fondata nel 1987 dal Governo Municipale di Pechino dalla fusione della Beijing Automobile Works (BAW, produttrice di autoveicoli fuoristrada) e la Beijing Automobile and Motorcycle United Company (BAM).
Le sue filiali principali includono la casa automobilistica BAIC Motor, la BAW produttrice di veicoli militari, fuoristrada e SUV e la Foton Motor specializzata nella produzione di camion, autobus, veicoli industriali e agricoli.
BAIC produce anche autovetture per conto di case automobilistiche estere, nello specifico con la Hyundai e la Mercedes-Benz attraverso le joint venture Beijing Hyundai e Beijing Benz.
È spesso classificata come la quinta o quarta casa automobilistica cinese per volume di vendite.

## Storia
La prima casa automobilistica con sede a Pechino è stata la Beijing Automobile Works (BAW) che venne fondata nel 1953 con il supporto dello stato cinese, successivamente la BAW ampliò la propria produzione ai mezzi commerciali e militari ed acquisì altri piccole case motociclistiche espandendo il proprio business.  
Nel luglio 1973 viene creata la nuova società madre denominata Beijing Automobile Industry Company (BAIC) che incorpora tutte le attività della BAW.
Nel maggio del 1983 venne creata la prima joint venture con un costruttore estero, la American Motors Corporation (AMC), per la produzione in Cina delle vetture Jeep. Viene fondata la Beijing Jeep Corporation che dal 1985 inizia a fabbricare la Jeep Cherokee in una versione a passo lungo per il mercato cinese. Nel 1987 la Chrysler acquista la AMC (e di conseguenza la Jeep) e investe massicciamente sulla joint venture permettendo un vero boom nelle vendite per la Jeep in Cina.
Nel 1987, la BAW si fonde con la Beijing Motorcycle per diventare la Beijing Automobile and Motorcycle United Company (BAM Company) controllata dalla BAIC.
Nel 2001 viene fondato il gruppo Beijing Automotive Industry Holding Co., Ltd. (BAIC Group), holding attiva nella produzione di veicoli.
Dalla General Motors la BAIC acquista per 197 milioni di dollari la licenza per la produzione di piattaforme e motorizzazioni di origine Saab, fonda la sussidiaria BAIC Motor nel settembre 2010 e lancia il marchio Senova, specializzato nella produzione di berline e sport utility vehicle.
Sempre nel 2009 viene lanciata la divisione BJEV destinata allo sviluppo e alla produzione di veicoli elettrici. Per lo sviluppo del neonato marchio Senova viene assunto Leonardo Fioravanti incaricato di guidare lo stile dei futuri modelli.
Nel novembre 2013 BAIC acquista il 70% di Changhe Auto.
Nel 2017 la BAIC assume il designer Walter de Silva incaricato alla creazione del nuovo linguaggio stilistico per il brand ArcFox, marchio del gruppo BAIC realizzato per commercializzare autovetture elettriche.
Dall’estate del 2019 la BAIC ha avviato una razionalizzazione della propria gamma di marchi, integrando sia la gamma che la rete di vendita delle vetture BAW, Senova e BJEV sotto un unico marchio denominato Beijing.
Sempre nel 2019 BAIC acquista il 5% della azioni Daimler AG